# Setubinha
Setubinha är en kommun i Brasilien.   Den ligger i delstaten Minas Gerais, i den sydöstra delen av landet, 600 km öster om huvudstaden Brasília. Antalet invånare är 10 885. Arean är 536 kvadratkilometer.
Terrängen i Setubinha är kuperad.
I omgivningarna runt Setubinha växer huvudsakligen savannskog. Runt Setubinha är det ganska glesbefolkat, med 27 invånare per kvadratkilometer.